# Charles Huxtable
Charles Richard Huxtable (22 juillet 1931 - 26 novembre 2018) est un officier supérieur de l'armée britannique qui a servi comme commandant en chef des forces terrestres de 1988 à 1990.

## Carrière militaire
Huxtable est diplômé de l' Académie royale militaire de Sandhurst et a été nommé sous-lieutenant dans le régiment du duc de Wellington le 8 février 1952. Il a reçu le numéro de matricule 420858. Il a servi comme commandant de peloton dans les dernières étapes de la guerre de Corée. Il a été promu lieutenant le 8 février 1954, capitaine le 8 février 1958, a été nommé membre de l'Ordre de l'Empire britannique lors de l' anniversaire de la reine en 1961, puis nommé major le 8 février 1965. En 1967, il sert comme commandant de compagnie à Chypre.
Huxtable est devenu commandant des forces terrestres en Irlande du Nord en 1980, directeur des fonctions d'état-major de l'armée en 1982, puis commandant des directeurs de la formation et des armements au ministère de la Défense en 1983. Il est ensuite devenu quartier-maître général en 1986 et commandant en chef des forces terrestres en 1988 avant de prendre sa retraite en 1990.
Huxtable a occupé le poste de colonel du Régiment du Duc de Wellington de 1982 à 1990 et a été colonel commandant du Régiment de Défense de l'Ulster de 1991 à 1992. Il a ensuite été le premier colonel du Royal Irish Regiment de 1992 à 1996.

## Fin de vie
À la retraite, Huxtable a été membre du comité consultatif du premier ministre sur les nominations commerciales. Il est décédé le 26 novembre 2018.